# Mãn Quế
Mãn Quế (chữ Hán: 滿桂, ?–1630), người Hán (có thuyết nói là người Mông Cổ), tướng lĩnh thời Minh, từng nhậm chức Thái tử thái sư, Trung quân Đô đốc phủ Hữu đô đốc, quan Tổng binh Liêu Đông, Đại Đồng.

## Tiểu sử
Tổ tiên của Mãn Quế cư trứ ở huyện Dịch phủ Duyện Châu tỉnh Sơn Đông, sinh ra ở Vạn Toàn đô ty Tuyên Phủ tiền vệ. Thuở còn trẻ tuổi, ông giỏi cưỡi ngựa bắn cung, là người trung dũng, không ham mê âm nhạc và nữ sắc, thường cùng binh lính đồng cam cộng khổ, rồi tòng quân lập nhiều chiến công được thăng làm Triều Hà Xuyên thủ bị. Thời đó quy định hễ ai giết được một tên giặc thì được thăng quan một lần hoặc thưởng 50 lạng bạc. Mãn Quế nhiều lần lĩnh bạc không thiết quan chức. Đến lúc trưởng thành mới bắt đầu nhận chức tổng kỳ, sau đó nhận chức bách hộ hơn mười năm. Sau được thăng chức tướng quân du kích, tham tướng.
Năm Thiên Khải thứ 2 (1622), Đại học sĩ Tôn Thừa Tông đi thị sát biên phòng, Mãn Quế vào bái yết. Tôn Thừa Tông nhận thấy ông là một nhân tài hiếm có. Lúc đến Sơn Hải quan Tôn cất nhắc ông làm Phó tổng binh, nhận quản lý việc quân sự. Năm sau, Mãn Quế đến Liêu Đông cùng với Viên Sùng Hoán ở Ninh Viễn xây thành trì, làm cho Ninh Viễn trở thành một trọng trấn quân sự lớn. Đến tháng giêng năm Thiên Khải thứ 6 (1626), Nỗ Nhĩ Cáp Xích tiến công Ninh Viễn. Mãn Quế và Viên Sùng Hoán tử thủ giữ thành, đại thắng quân địch. Mãn Quế được gia phong đô đốc đồng tri, sau lại được thăng chức hữu đô đốc, ban hầu tước Phó thiên hộ, thế tập sau đó lại thăng lên tả đô đốc.
Năm Thiên Khải thứ 3 (1623), Tôn Thừa Tông đến Ninh Viễn, Viên Sùng Hoán và Mao Nguyên Nghi liền tiến cử Mãn Quế, binh dân hơn năm vạn người, dân chúng tụ tập xa tới 50 dặm. Chính thức nhậm chức Tổng binh Đại Đồng tỉnh Sơn Tây. Ông với Viên Sùng Hoán thường có điểm không vừa ý. Tháng 5 năm Thiên Khải thứ 7 (1627), Mãn Quế giao chiến nhiều lần với quân Thanh ở Ninh Viễn, mang trên mình nhiều thương tích nhưng vẫn liên tục thắng trận, nên được ban tước thái tử thái sư và được phong Cẩm Y thiêm sự.
Năm Sùng Trinh thứ nhất (1628), Mãn Quế thân hành tới Đại Đồng. Ở đây, ông sửa sang lại 72 thành lũy thuộc tám lộ, giữ chặt được cả một miền biên giới. Ngày Mậu Dần tháng 10 năm thứ 2 (11/12/1629), Hoàng Thái Cực dẫn đại quân tiến xuống phía nam Hỷ Phong khẩu uy hiếp kinh thành, Hoàng đế ban chiếu lệnh cho các lộ binh mã cần vương, Mãn Quế suất lĩnh 5.000 kỵ binh, nghìn dặm cần vương, đến ngày Đinh Hợi tháng 11 (20/12/1629), gấp rút tới kinh sư khóa chặt cửa thành Đức Thắng. Mãn Quế chỉ huy thiết kỵ giao tranh với quân Thanh, đánh nhau không ngừng nghỉ, trong lúc thua trận rút quân, thân mình bị trúng năm mũi tên, ba mũi ngay người, hai mũi trên áo giáp, có khắc ký hiệu của Viên Sùng Hoán.
Sau khi đẩy lùi được quân Thanh, đóng binh trấn giữ ngoài cửa thành An Định, ngày 1 tháng 12, Sùng Trinh đế cho triệu Viên Sùng Hoán, Mãn Quế cùng với bộ tướng Hắc Vân Long tại Bình Đài, Sùng Trinh đế trách mắng Viên Sùng Hoán về ba việc: giết Mao Văn Long, câu kết với quân Thanh vào cửa quan, Mãn Quế bị địch bắn trọng thương, sai giam tại Nam trấn phủ ty chờ xét xử. Quan Ninh quân lập tức rút lui, triều đình chấn động. Mãn Quế được phong làm Võ kinh lược, ban cho Thượng Phương bảo kiếm, nắm quyền chỉ huy các cánh quân cứu viện. Đại quân Thanh kéo tới bao vây Bắc Kinh, Sùng Trinh ra lệnh Mãn Quế xuất binh đối địch, Mãn Quế nói: "Địch đông ta ít, không nên tùy tiện xuất quân". Thế nhưng do hoàng đế nhiều lần hối thúc, nên Mãn Quế không còn cách nào khác, ngày 15 đốc suất các tướng Hắc Vân Long, Ma Đăng Vân, Tôn Tổ Thọ cho dời quân doanh ra bên ngoài cửa thành Vĩnh Định hai dặm, bày trận chờ địch. Ngày 16 quân Thanh dùng kỵ binh tinh nhuệ bao vây bốn bề quân Minh, toàn quân đại bại, Mãn Quế với Tôn Tổ Thọ tử trận, Hắc Vân Long và Ma Đăng Vân bị bắt làm tù binh. Sau này Sùng Trinh lệnh cho Lễ Bộ thị lang Từ Quang Khải tới cúng tế, truy tặng Mãn Quế hàm Thiếu sư.